# Synagoge (Münster)

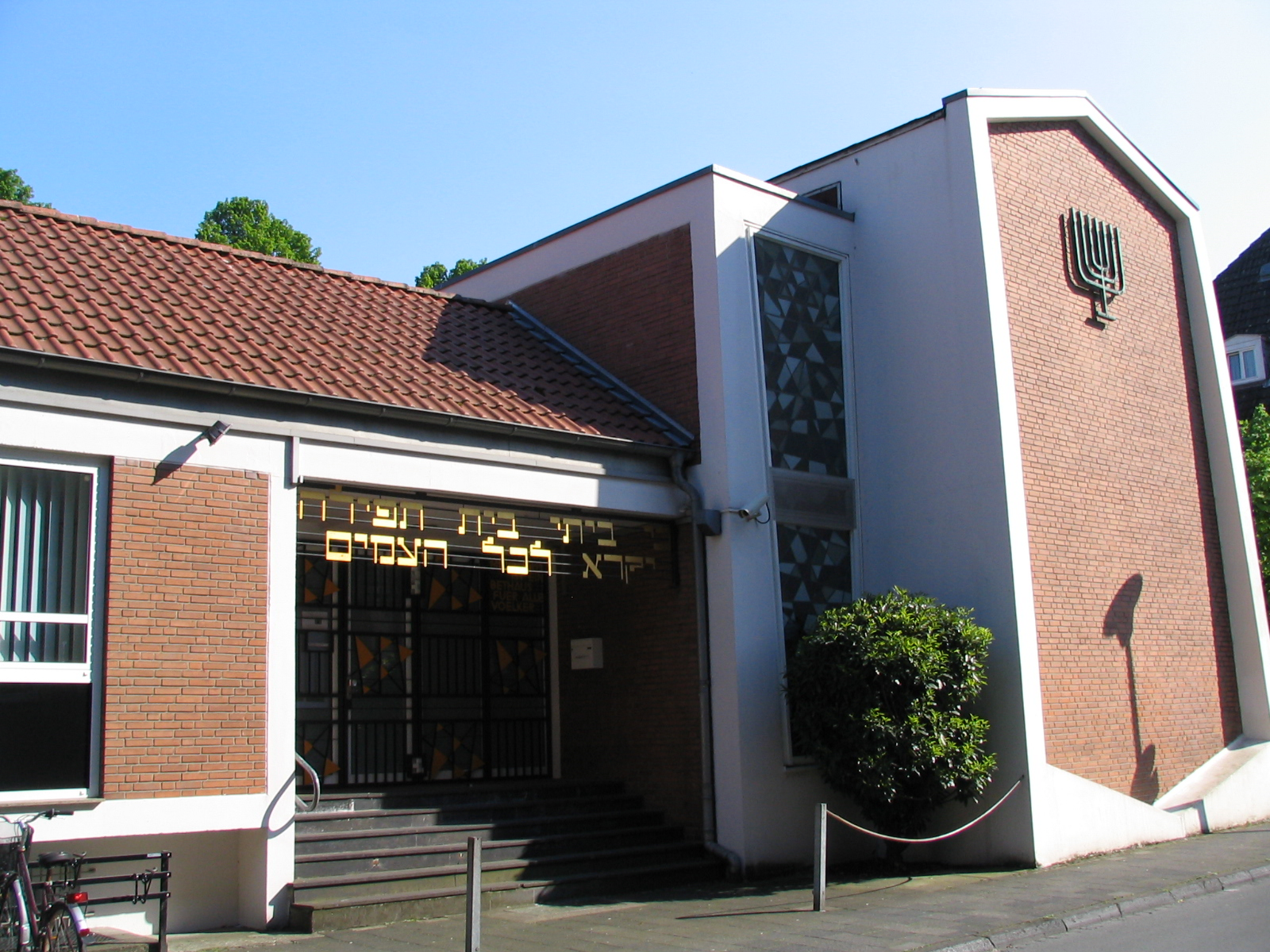
Synagoge Münster

Die Synagoge Münster ist ein jüdisches Versammlungs- und Gotteshaus für Gebet, Schriftstudium und Unterweisung in der Klosterstraße an der Promenade in Münster. Sie ist der Nachfolgebau der in der Reichspogromnacht zerstörten alten Synagoge und wurde am 12. März 1961 eingeweiht.

## Beschreibung
Das Gebäude wurde von dem Architekten Helmut Goldschmidt entworfen. Die nach außen hin sichtbaren tragenden Elemente sind aus Stahlbeton, die Außenwände sind mit rotem Backstein verklinkert. Mittig an der Giebelfassade zur Promenade ist der Davidstern zu sehen, auf der gegenüberliegenden Seite die Menora. Neben dem Bethaus gliedert sich der Gebäudekomplex des Gemeindezentrums, die sich um einen Innenhof gruppieren mit einer angrenzenden Gartenfläche. Dort sind Rabbinat, der Gemeindesaal, Unterrichtsräume, eine Hausmeisterwohnung und die Mikwe. Die Synagoge bietet für etwa 100 Menschen Platz.

## Geschichte

### Erste Synagoge
Eine erste Synagoge bestand im Hochmittelalter. Sie lag im damals von Juden bevorzugt bewohnten Viertel hinter dem Rathaus, ebenso wie eine Mikwe. Die genaue Lage der Gebäude ist unbekannt, weil es zu deren Lage keine historischen oder archäologischen Quellen gibt. Die zugehörige Gemeinde wurde in einem Pestpogrom um 1350 vernichtet, die ihr gehörenden Gebäude durch die Obrigkeit eingezogen. Bis in die napoleonische Zeit gab es in Münster keine jüdische Gemeinde mehr.

### Zweite Synagoge
Ab etwa 1810 war es Juden wieder möglich, sich in Münster dauerhaft niederzulassen. Gottesdienste fanden zunächst in einem Privathaus statt. 1826 wurde ein von der Gemeinde erworbenes Privathaus in der Loerstraße 23 umgebaut und dort im ersten Stock eine Synagoge eingerichtet. Schon 1830 war diese Synagoge zu klein. So errichtete die Gemeinde im Garten hinter dem Haus eine neue Synagoge. Zum Aussehen dieses Gebäudes ist nichts überliefert. Die Synagoge war nur durch das Vorderhaus erreichbar. Das Gebäude war offenbar eher provisorisch, denn schon bald musste es gegen Einsturz gesichert werden.

### Alte Synagoge

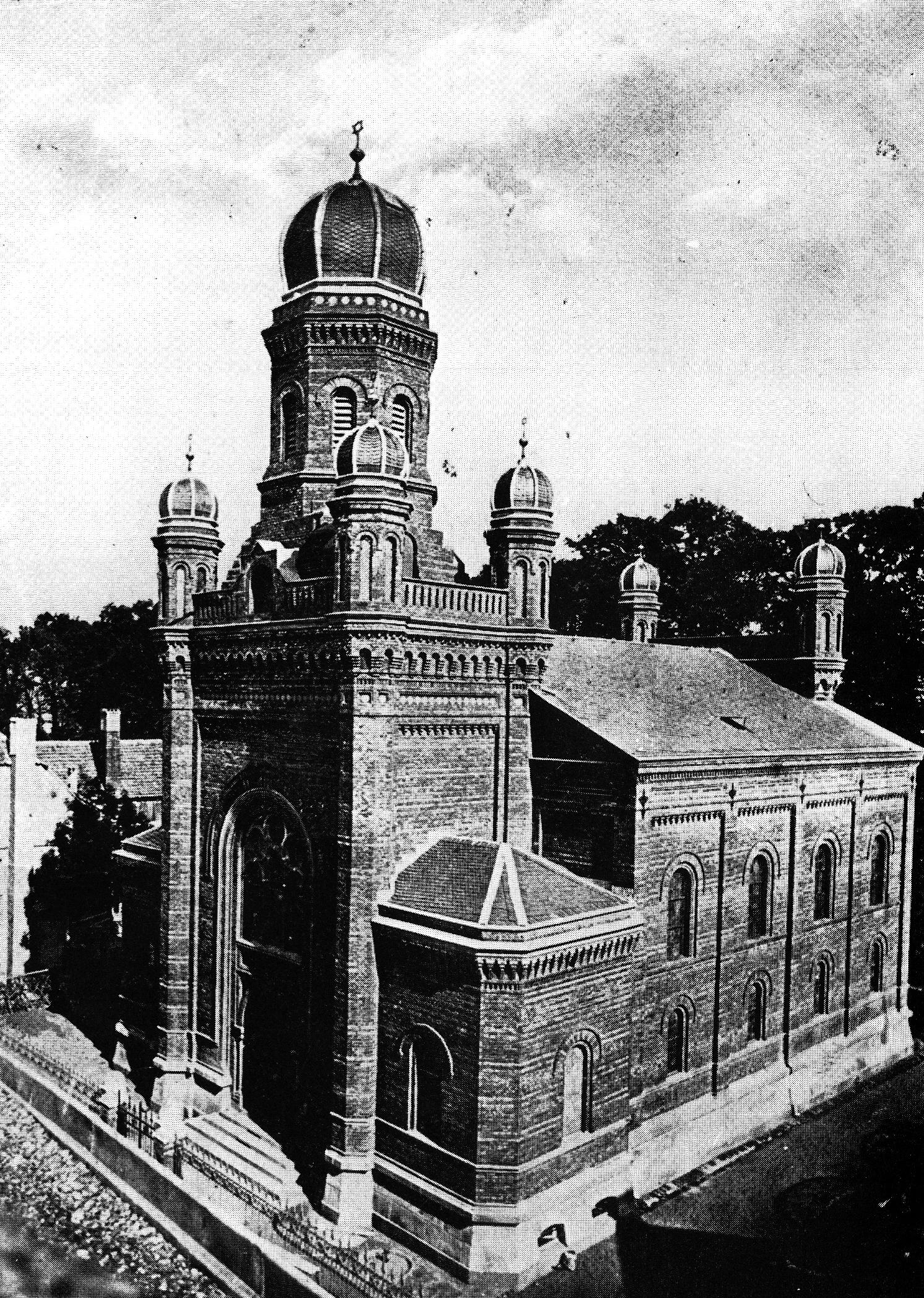
Die alte Synagoge

Ab etwa 1870 war auch die Synagoge in der Loerstraße zu klein geworden. 1877 konnte die Gemeinde von der Stadt ein geeignetes Grundstück für einen Neubau kaufen. 1878 schrieb sie einen Architektenwettbewerb dafür aus, zu dem 32 Entwürfe eingingen. Den Wettbewerb gewann der junge Architekt Karl Hofmann, dessen Erstlingswerk die Synagoge wurde. So entstand ein Gebäude in neuromanischem Stil, dem aufgesetzte Zwiebelkuppeln einen Anflug von Neubyzantinik verliehen. Die Einweihung fand am 27. und 28. August 1880 statt.
In der Reichspogromnacht vom 9. auf den 10. November 1938 zündeten SA-Männer die Synagoge an. Die Feuerwehr griff erst ein, als der Funkenflug die angrenzenden Gebäude wie etwa die Raphaelsklinik bedrohte. Die jüdische Gemeinde wurde von der Stadt Münster aufgefordert, die Ruine auf eigene Kosten zu beseitigen. Die so freigewordene Immobile kaufte die Stadt der jüdischen Gemeinde zum Spottpreis von 28000 RM ab. Der Rabbiner Fritz Leopold Steinthal emigrierte 1938 nach Argentinien. Ab 1939 wurden auf dem Grundstück Deckungsgräben gegen Luftangriffe sowie ein Löschwasserteich gebaut. Nach 1945 kehrten einige Juden nach Westfalen zurück, darunter auch Hugo Spiegel. Der erste jüdische Gottesdienst fand am 7. September 1945 in der noch weitgehend unzerstörten Synagoge in Warendorf statt. In Münster versammelte sich die jüdische Gemeinde zumeist in Privaträumen.

### Neue Synagoge
Erst 1961 waren die personellen und finanziellen Voraussetzungen zur Wiedererrichtung der neuen Synagoge am alten Platz gegeben. In seinem stark gegliederten rechteckigen Korpus soll es an die Lagerbaracken von Auschwitz erinnern. Durch die große Anzahl der aus den Nachfolgestaaten der Sowjetunion emigrierenden Juden wuchs die Gemeinde Anfang der 1990er Jahre stark an. Daher wurde auch 2012 erstmals wieder mit Efraim Yehoud-Desel ein Rabbiner für die Gemeinde bestellt und die Synagoge nach den Plänen des Architekten Nathan Schächter weiter ausgebaut. Bei den Ausschachtungsarbeiten stieß man auf die Fundamente der alten Synagoge. Am 28. Oktober 2012 konnte der Anbau in einem feierlichen Akt der „offenen Tür“ der Öffentlichkeit übergeben werden.

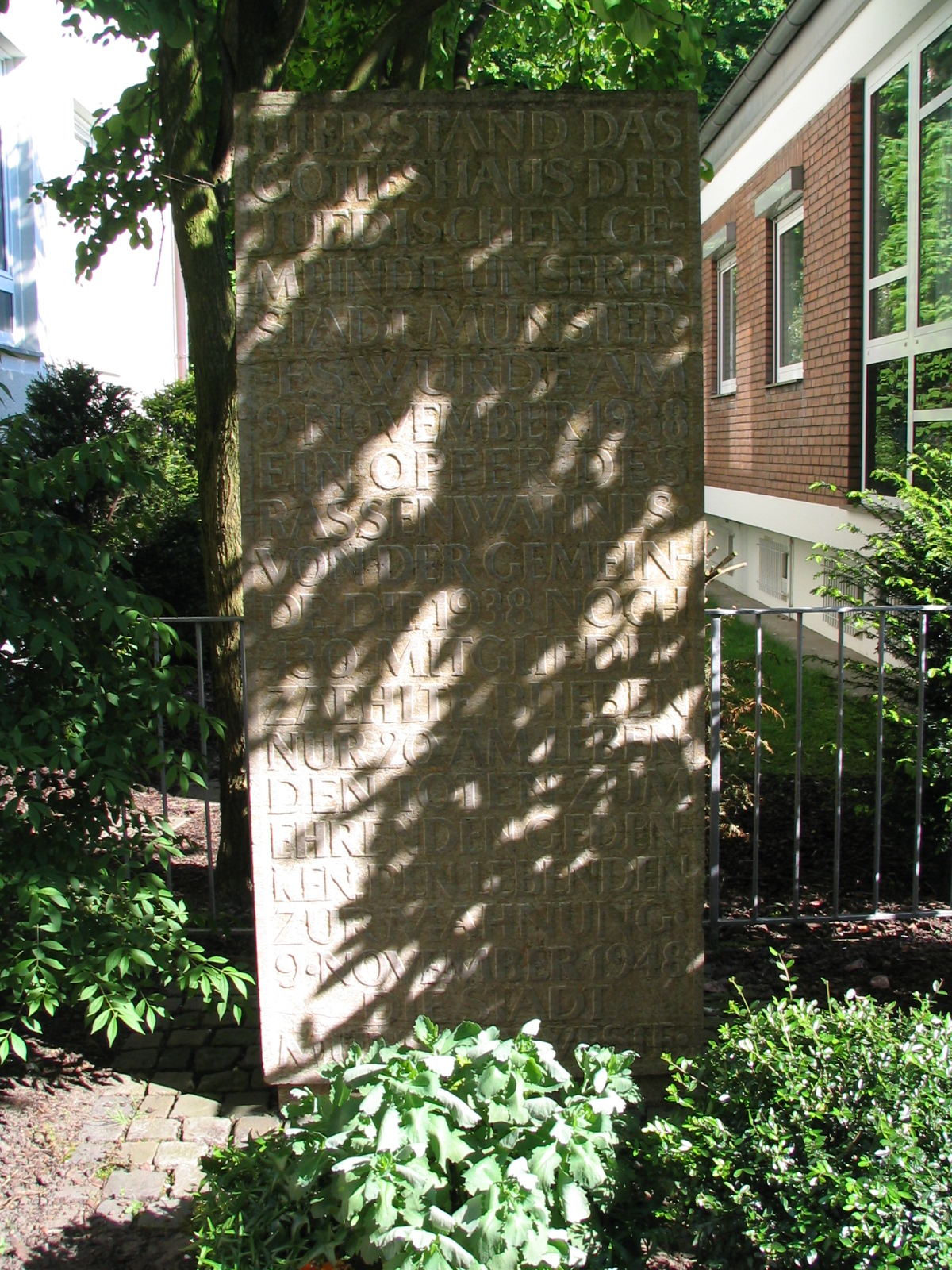
Gedenktafel vor der neuen Synagoge

Vor dem Neubau befindet sich eine Gedenktafel, die in Versalien die folgende Inschrift trägt:

„Hier stand das Gotteshaus der jüdischen Gemeinde unserer Stadt Münster. – Es wurde am 9. November 1938 ein Opfer des Rassenwahnes. Von der Gemeinde, die 1938 noch 430 Mitglieder zählte, blieben nur 20 am Leben. Den Toten zum ehrenden Gedenken, den Lebenden zur Mahnung. 9. November 1948“

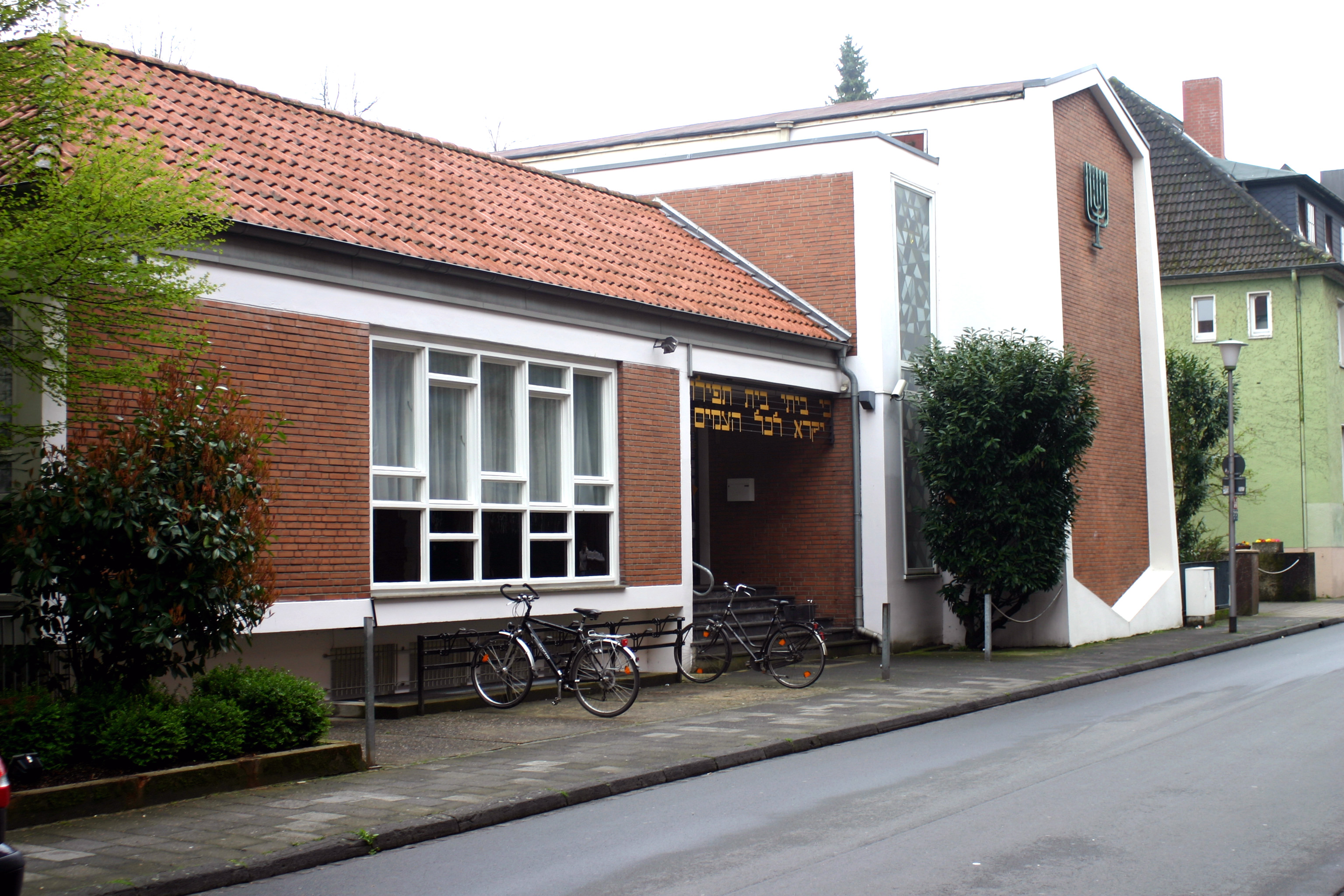
Nord-Ost-Ansicht von der Klosterstraße
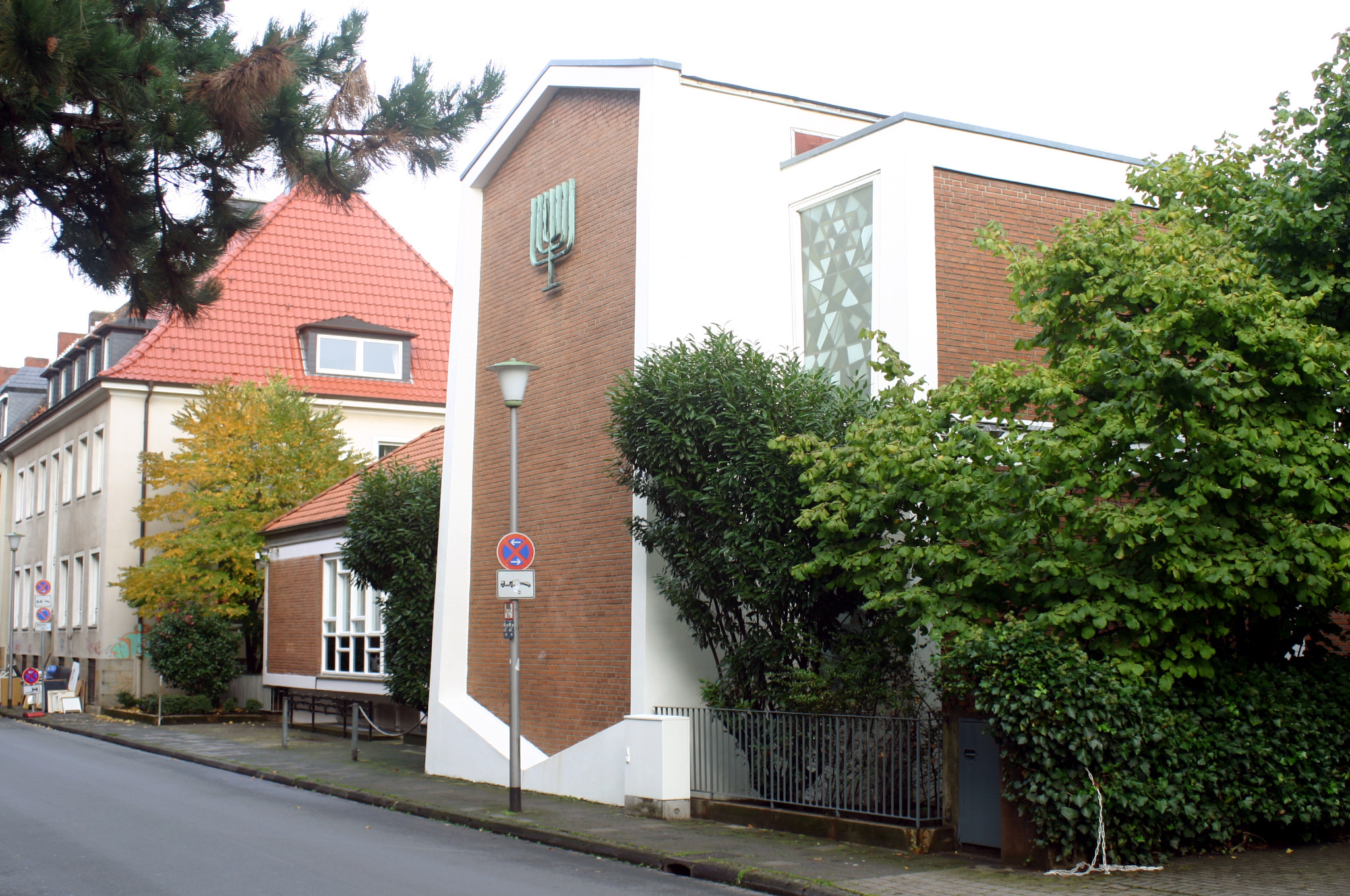
Süd-West-Ansicht von der Klosterstraße
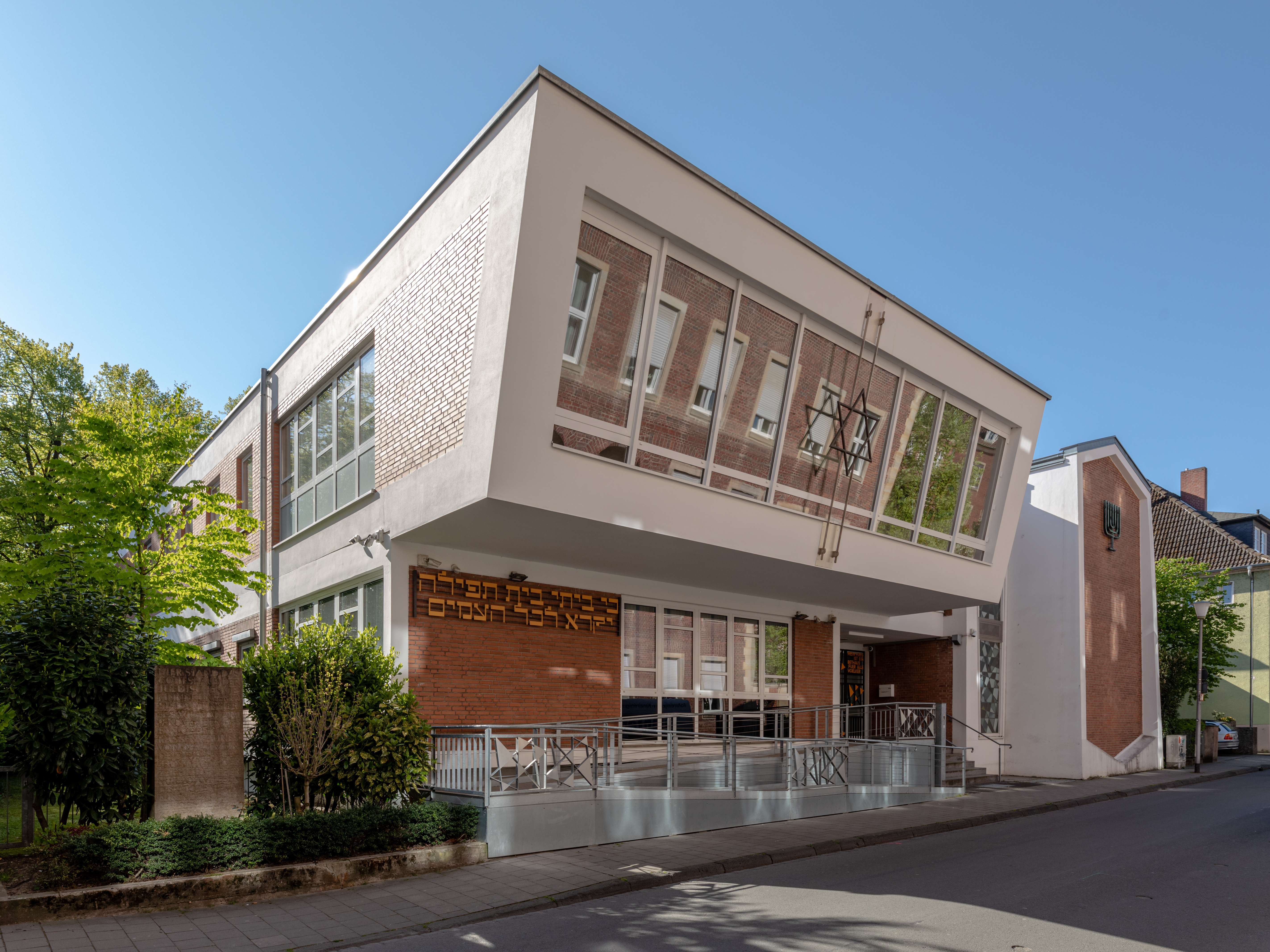
Nord-Ost-Ansicht (2020) von der Klosterstraße

Im Mittelalter befand sich ein jüdischer Friedhof auf dem Schulgelände des heutigen Gymnasiums Paulinum. Dieser wurde nach den Judenverfolgungen zur Zeit des Schwarzen Todes 1350 eingeebnet. Der einzige erhaltene Gedenkstein von 1324 befindet sich in der Synagoge der jüdischen Gemeinde Münsters, nachdem er zwischenzeitlich am neueren jüdischen Friedhof stand. Hierbei handelt es sich um den ältesten erhaltenen jüdischen Grabstein Westfalens.